# 알파루크 훈련소

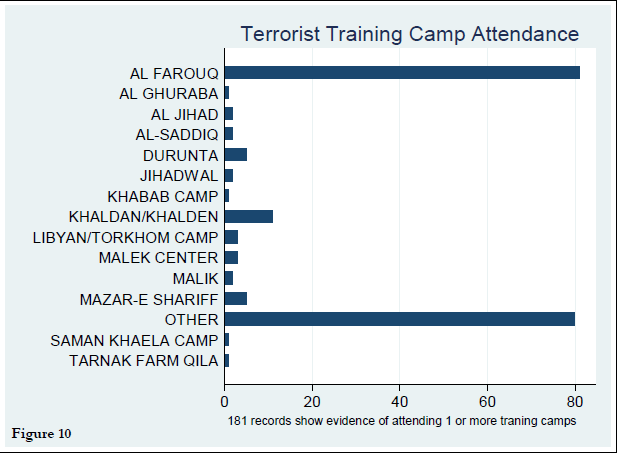
관타나모만 수용소 수용자들의 출신 훈련소(2007년)

알파루크 훈련소(파슈토어: د الفاروق معسکر də al-Faruq muaskar, 파슈토어: د الفاروق عسکري او تدریبي کمپ də al-Faruq askari aw tadribi kamp)는 아프가니스탄 칸다하르 근처에 있었던 알카에다의 훈련소였다. 훈련병들은 약 한 달간 소화기 사용법과 독도법, 방향 표정법, 폭발물 사용법 등을 배웠다. 관타나모만 수용소에 수용된 수용자 가운데 알파루크 훈련소를 거친 수용자 수가 다른 훈련소를 거친 수용자보다 많다.
미국 정보 분석가들에 따르면 알파루크 훈련소의 훈련소장은 사우디아라비아인 압둘 쿠두스로, 나중에 토라보라 전투에 지휘관으로 참전했다.
1980년대에 아프가니스탄에서 소련과 맞서 싸웠던 의용군 출신 아부 왈리드 알마스리는 소련이 아프가니스탄에서 철수한 뒤에도 아프가니스탄에 남았고, 1990년대 중반에 약 50세의 나이로 알파루크 훈련소의 교관을 지냈다. 이 시기에 아프가니스탄의 다양한 파벌들이 권력 다툼을 벌였고, 곧 탈레반이 주도권을 잡았다.
알파루크 훈련소의 교관이었던 관타나모만 수용소 수용자의 증언에 따르면 훈련소에서는 더 전문적인 교관을 '쿠와디르'라고 불렀고, 오사마 빈라덴은 '쿠와디르' 가운데 그의 경호원을 뽑았다. 다른 수용자는 알파루크 훈련소에서 오사마 빈라덴을 보았고 그가 정치와 종교에 관한 강의를 했다고 증언했다.
1998년 8월 20일 미국은 1998년 미국 대사관 폭탄 테러에 대한 보복으로 알파루크 훈련소를 순항유도탄으로 공격했다. 알파루크 훈련소는 2001년 8월까지 운영됐지만 이후로 교관들이 훈련소를 폐쇄했다. 2001년 10월 10일 미국은 다시 알파루크 훈련소를 폭격했다.

## 알파루크 훈련소 출신 인물
- 존 워커 린드[11]: 이른바 '미국인 탈레반'
- 데이비드 매튜 힉스[12]: 이른바 '오스트레일리아인 탈레반'
- 사이드 알감디[12]: 9.11 테러 범인
- 아흐메드 알나미[12]: 9.11 테러 범인
- 와일 알셰흐리[12]: 9.11 테러 범인
- 왈레드 알셰흐리[12]: 9.11 테러 범인
- 유세프 알아예리[13]: 오사마 빈라덴의 경호원이자 알파루크 훈련소 교관, 알카에다 아라비아반도 지부 초대 지도자
- 아부 오마르 알쿠와이티[14]: 캅카스 일대에서 활동하던 쿠웨이트인 알카에다 테러리스트